# 稻村崎
稻村崎（日语：／ Inamuragasaki */?）是神奈川縣鎌倉市西南部的海岬，位於由比濱和七里濱之間。通常來說，「稲村ヶ崎」作為歷史用法、國家史跡名稱使用，而作為地名的住居表示則為稲村ガ崎一丁目到稲村ガ崎五丁目。 .

## 地名由來

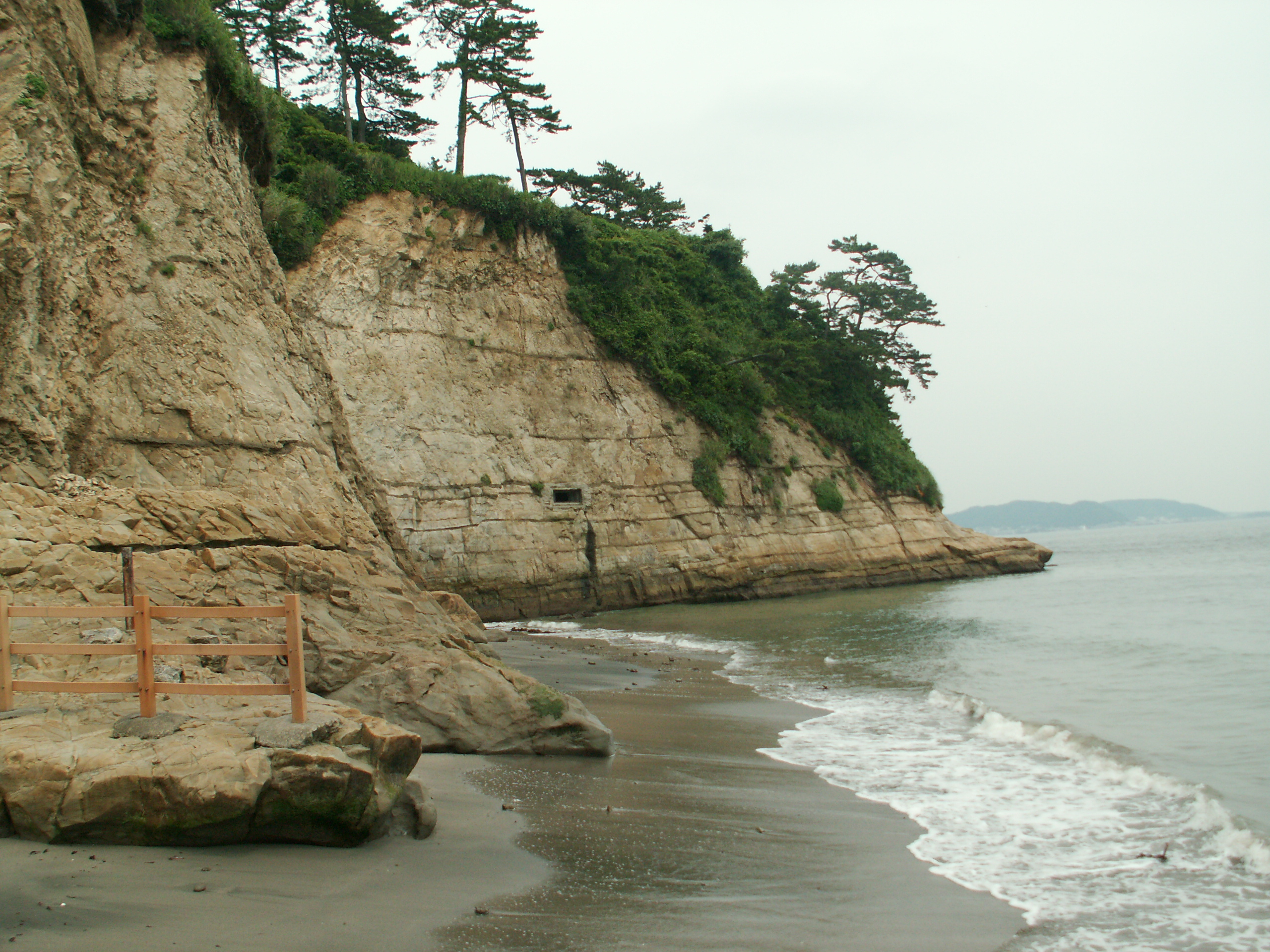
稻村崎突出部。畫面中央的洞穴是第140師團所構築

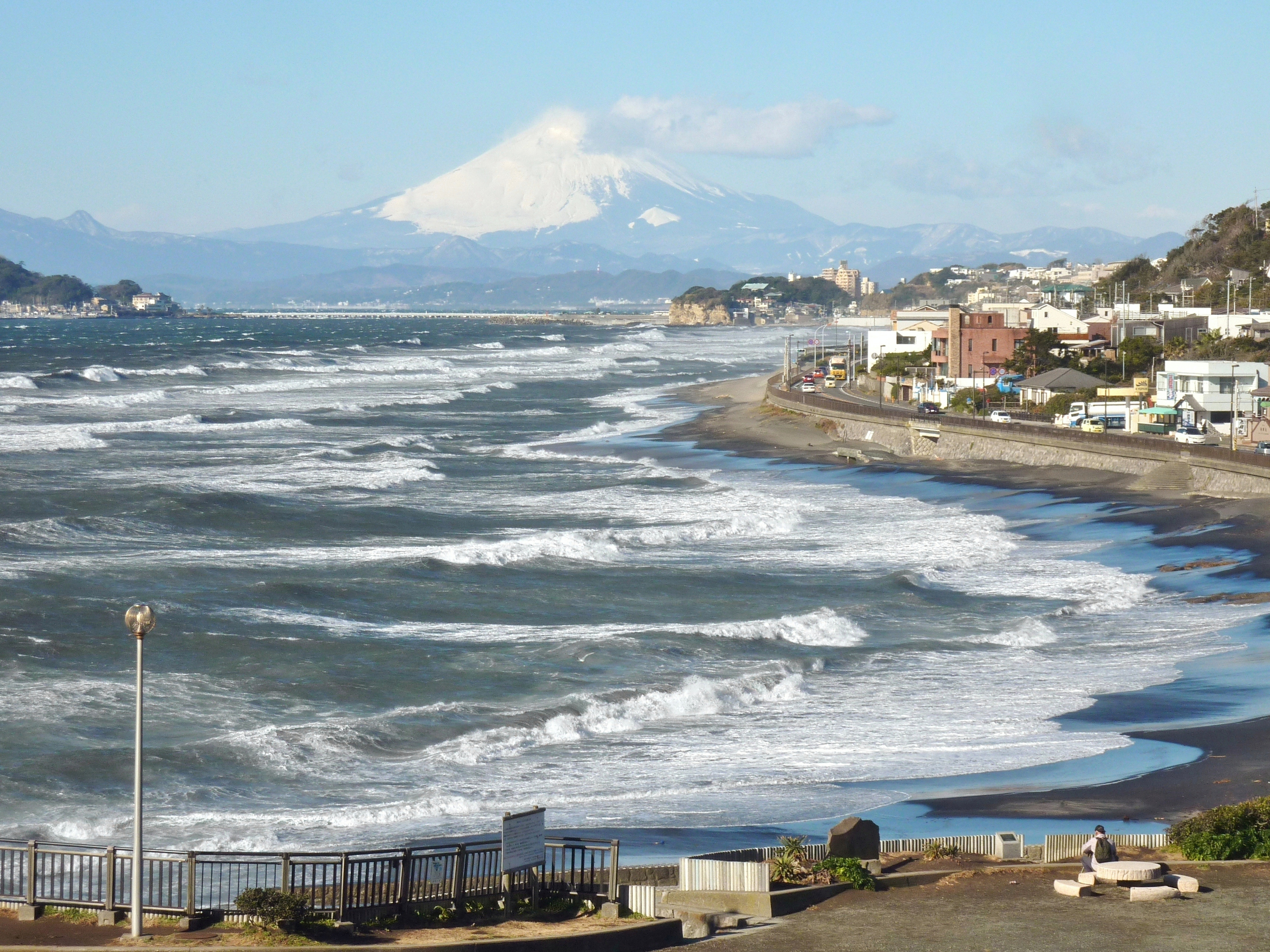
能夠眺望相模灣與其後的富士山

地名的起源據說是因為看起來像堆積了稻穗。 自古以能夠採取高品質的沙鐵而知名，古代此地可能是製鐵的地方。

## 史跡指定
1333年 （元弘3年5月），傳說新田義貞進攻鎌倉幕府時此地原本難以通行，但義貞通過時變成潮灘而使進軍成功。以「稻村ヶ崎（新田義貞徒涉傳說地）」的名義，在1934年 （昭和9年）3月13日，指定為國家史跡。

## 交通
- 自江之島電鐵線稻村崎車站徒步五分鐘。

## 町名
稲村ガ崎（いなむらがさき），是神奈川縣鎌倉市的町。.目前的行政地名是稲村ガ崎一丁目到稲村ガ崎五丁目。已實施住居表示。郵遞區號248-0024 .
1969年2月1日開始實施住居表示，並置稲村崎一～五丁目。

### 地價
住宅用地的地價，2017年（平成29年）1月1日的公告地價，稲村ガ崎5-35-2的地點為18萬8,000日圓/平方公尺 。

### 町名的變遷
| 實施後           | 實施日期     | 實施前                                       |
| ---------------- | ------------ | -------------------------------------------- |
| 稲村ガ崎一丁目   | 1969年2月1日 | 大字極樂寺字金山・字砂子坂・字追揚           |
| 稲村ガ崎二丁目區 | 1969年2月1日 | 大字極樂寺字砂子坂・字追揚・字一ツ谷         |
| 稲村ガ崎三丁目   | 1969年2月1日 | 大字極樂寺字追揚・字姥ケ谷（全域）           |
| 稲村ガ崎四丁目   | 1969年2月1日 | 大字極樂寺字一ツ谷                           |
| 稲村ガ崎五丁目   | 1969年2月1日 | 大字極樂寺字一ツ谷・字正福寺・大字津字東ノ谷 |

### 家庭戶數和人口
2018年（平成30年）1月1日的當前家庭戶數和人口如下：
| 丁目           | 戶      | 人口    |
| -------------- | ------- | ------- |
| 稲村ガ崎一丁目 | 211戶   | 458人   |
| 稲村ガ崎二丁目 | 165戶   | 396人   |
| 稲村ガ崎三丁目 | 222戶   | 579人   |
| 稲村ガ崎四丁目 | 131戶   | 396人   |
| 稲村ガ崎五丁目 | 620戶   | 1,489人 |
| 計             | 1,349戶 | 3,318人 |

## 外部連結
- 国家指定文化財數據庫